# PubMed
PubMed er en gratis søgemaskine der primært har adgang til MEDLINE databasen med henvisninger og abstracts om biovidenskab og biomedicinske emner. United States National Library of Medicine (NLM) ved National Institutes of Health vedligeholder databasen som en del af informationssøgningssystemet Entrez.
Fra 1971 til 1997, havde MEDLINE online adgang til MISPEL Online computerdatabase, primært været gennem institutionelle faciliteter, såsom universitetsbiblioteker. PubMed, der først blev udgivet i januar 1996, indvarslede en æra af private, gratis, hjem - og kontor-baseret MEDLINE søgning. PubMed-system blev tilbudt gratis for offentligheden første gang i juni 1997.

## PubMed identifier
Et PMID (PubMed identifier eller PubMed unique identifier) er en unik integralværdi, der starter med 1 og er givet til enhver PubMed-entitet. Et PMID er ikke det samme som en PMCID, der er identifikatoren for alle værker udgivet i den frit tilgængelige PubMed Central.
Tilkendelsen af et PMID eller PMCID til en publikation fortæller læsere noget om typen eller kvaliteten af indholdet. PMID'er gives til breve til redaktøren, redaktionelle meninger, op-ed-klummer og andre dele som redaktøren vælger at inkluderer i tidsskriftet, såvel som peer-reviewed artikler. Eksistensen af identifikationsnummeret er også bevis for at artiklen ikke er blevet tilbagetrukket på grund af svindel eller forseelser. Offentliggørelsen af enhver rettelse til den oprindelige artikel kan også få et PMID.